# Past Times with Good Company
Past Times with Good Company er det dobbelt livealbum af det britisk/amerikanske folkrockband Blackmore's Night. Det blev optaget i maj 2002 i Groningen i Holland. det blev udgivet i oktober 2002 i Europa og i februar 2003 i USA og Canada. Den europæiske version indeholder en græsk gengivelse af "Home Again" og et ekstra livenummer, der blev indspillet i Solingen, Tyskland. CD 2 i speicaludgaven Limited Edition er en læderindbundet hardback cover med to bonusnumre; en akustisk version af "Fires At Midnight" og "Home Again" sunget på græsk. Albumtitlen er en hyldest til engelske folkesang "Pastime with Good Company", der blev skrevet af Henrik 8. i 1500-tallet, og opført i et to-delt arrangement af Blackmore's Night på denne indspiling. ("Fires At Midnight" er er endnu et stykke med en kongelig afstamning - det er tilskrevet kong Alfonso X af Castilien.)

## Spor
CD 1:
1. "Shadow of the Moon" (10:56)
2. "Play Minstrel Play" (4:34)
3. "Minstrel Hall" (5:43)
4. "Past Time with Good Company" (7:04)
5. "Fires at Midnight" (12:28)
6. "Under a Violet Moon" (5:01)
7. "Soldier of Fortune" (4:21)

CD 2:
1. "16th Century Greensleeves" (4:44)
2. "Beyond the Sunset" (5:28)
3. "Morning Star" (6:09)
4. "Home Again" (6:32)
5. "Renaissance Faire" (5:07)
6. "I Still Remember" (7:03)
7. "Durch den Wald zum Bachhaus" (3:11)
8. "Writing on the Wall" (6:00)

Tysk udgivet limited edition bonustracks:
1. "Fires at Midnight" (akustisk) (9:50)
2. "Home Again" (sunget på gærsk) (5:17)

Japansk bonustrack:
1. "Memmingen" (2:18)

## Personel
- Ritchie Blackmore – elektrisk og akustisk guitar, drejelire, mandolin, renæssancetrommer, renæssancetromme
- Candice Night - vokal, skalmeje, rauschpfeife, tamburin, tinwhistle, cornamuse
- Sir Robert of Normandie - bas, rytmeguitar, harmoni
- Carmin Giglio - keyboard, harmoni
- Squire Malcolm of Lumley - trommer
- Kevin Dunne - trommer på "16th Century Greensleeves"
- Lady Rraine - harmoni
- Chris Devine - violin, blokfløjte, mandolin

## Coverversioner
To af numrene på albummet er coverversioner fra Ritchie Blackmore's tidligere bands
- "Soldier of Fortune" er en Deep Purplesang fra deres albm Stormbringer fra 1974
- "16th Century Greensleeves" kommer fra Rainbows debutalbum Ritchie Blackmore's Rainbow fra 1975